# Rancho Viejo, Malinaltepec
Rancho Viejo är en ort i Mexiko.   Den ligger i kommunen Malinaltepec och delstaten Guerrero, i den sydöstra delen av landet, 270 km söder om huvudstaden Mexico City. Rancho Viejo ligger 1 084 meter över havet och antalet invånare är 487.
Terrängen runt Rancho Viejo är huvudsakligen kuperad, men österut är den bergig. Terrängen runt Rancho Viejo sluttar söderut. Runt Rancho Viejo är det ganska glesbefolkat, med 45 invånare per kvadratkilometer. Närmaste större samhälle är El Rincón, 8,6 km sydost om Rancho Viejo. Omgivningarna runt Rancho Viejo är en mosaik av jordbruksmark och naturlig växtlighet.